# Billy Waters
Billy Waters byl černoch, žijící na přelomu 18. a 19. století v Londýně. Vydělával si zpěvem, hrou na housle a bavením divadelních hostů svým „osobitým šaškováním“. Stal se slavným roku 1821, kdy se objevil jako postava ve hře Williama Thomase Moncrieffa Tom and Jerry, or Life in London (Tom a Jerry neboli život v Londýně).

## Biografie
Billy Waters vešel ve známost jako žebrák v ulicích Londýna, kde hrál na housle a bavil návštěvníky směřující do divadla výměnou za půlpenny. Jeho vzhled charakterizovaly africký původ, námořnická uniforma, dřevěná noha, housle a také opeřený klobouk. Podle některých zdrojů přišel o svou pravou nohu, když jako námořník spadl z lanoví a plachtoví lodi, podle jiných o ni však přišel v boji během americké války za nezávislost. Musel živit svou ženu a dvě děti a v osmdesátých letech 18. století si vydělával jako pouliční muzikant před divadlem Adelphi. Svým „osobitým šaškováním“ se stal Waters tak proslulý, že mu dokonce bylo nabídnuto, aby v divadelním představení hrál sám sebe.
Billy Waters byl jednou z londýnských postav, jež se roku 1821 objevily ve hře Tom and Jerry, or Life in London, Moncrieffově adaptaci knihy Pierce Egana Life in London, or Days and Nights of Jerry Hawthorne and his elegant friend Corinthian Tom (Život v Londýně neboli dny a noci Jerryho Hawthorna a jeho elegantního přítele Corinthiana Toma). V této době byl Waters jedním z pouhých deseti tisíců lidí afrického původu, žijících v Anglii. Byl velmi chudý a říká se také, že ho od trestu dvakrát zachránila jeho protéza.
Na konci svého života byl Waters díky své proslulosti a úctě svých druhů lidově zvoleným „králem žebráků“ v londýnské farnosti St Giles. Jeho malá námořnická penze ho nechala tak chudým, že musel prodat své housle a podle některých i dřevěnou nohu, ovšem ta byla opotřebením bezcenná. Waters onemocněl a musel vstoupit do chudobince v St Giles, kde po deseti dnech roku 1823 zemřel. Je pohřbený na Hřbitově svatého Pankráce v Londýně.
Část Watersovy veršované závěti v originále a českém překladu:
| Thus poor Black Billy's made his Will, His Property was small good lack, For till the day death did him kill His house he carried on his back. The Adelphi now may say alas! And to his memory raise a stone: Their gold will be exchanged for brass, Since poor Black Billy's dead and gone. | Takto chudý černý Billy učinil svou závěť, jehož majetkem byla malá dobrá nouze, do dne, kdy si ho vzala smrt. Svůj dům, jenž si nesl na zádech. Alphi teď může říkat běda! A na jeho památku vztyčit kámen: Jejich peníze budou vyměněny za mosaz, od doby, co je chudý černý Billy pod drnem. |

## Dědictví

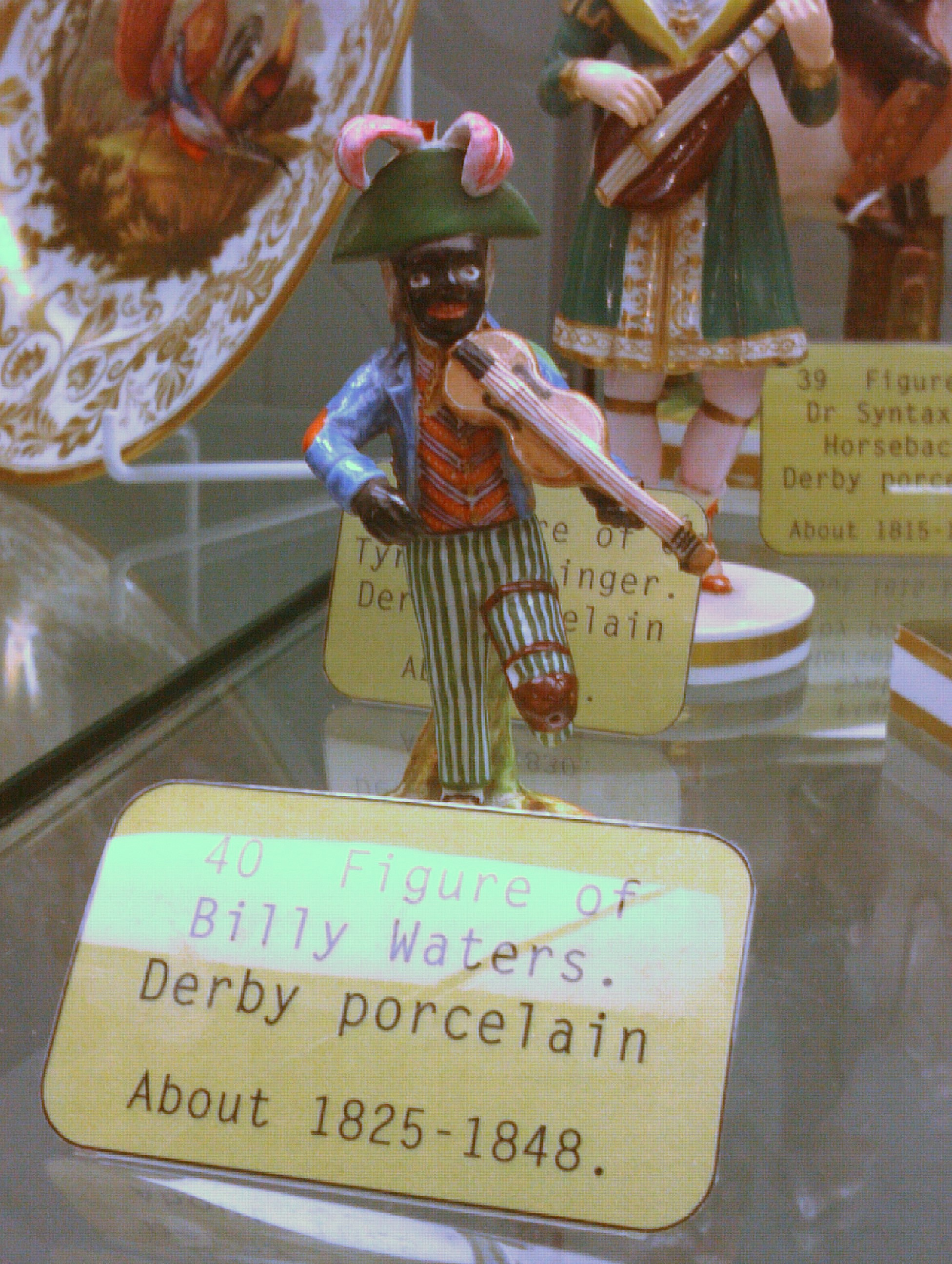
Figuring Waterse v Derbském muzeu

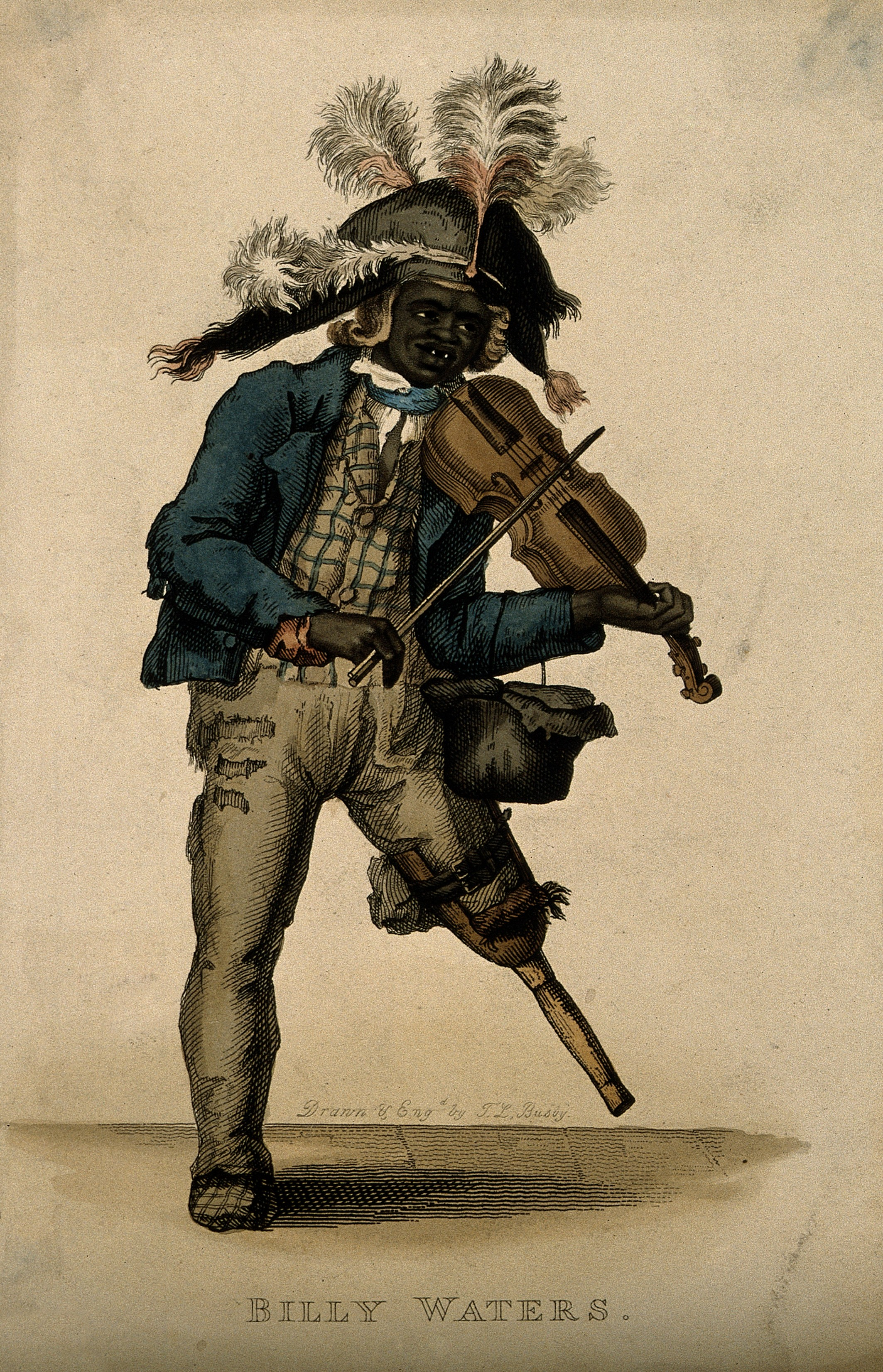
Gravírování Waterse od Busbyho

Po Watersově smrti byly pro lidi, kteří na něj rádi vzpomínali, vyráběny jeho figuríny, a to zejména Staffordshirskou, ale i derbskou továrnou. Některé z těchto figurín se nyní nacházejí v muzeích, např. jedna z derbského porcelánu (na obrázku vpravo) se nyní nachází v expozici Muzea a umělecké galerie města Derby. Derbská porcelánka Stevenson & Hancock vyráběla Watersovy figuríny téměř celých čtyřicet let po jeho smrti. Modelováním od Edwarda Keyse se pokoušela porazit konkurenci v podobě levnějších Staffordshirských keramických figurín.
Existuje také skica Billyho Waterse od Thomase Lorda Busbyho, pocházející z jeho knihy Oblečení nižších londýnských vrstev (v originále Costume of the Lower Orders of London). Jedna Watersova realističtější malba je však připisována Siru Davidovi Wilkiemu.